# 清徐葡萄
清徐葡萄，是中华人民共和国山西省太原市清徐县的特产葡萄，是中国葡萄产区之一、农产品地理标志产品。

## 特点
清徐葡萄主要产区为清徐县城西北一带的山区。种植品种超过50多个品种，最著名的优质品种为白瓶儿、黑鸡心、紫龙眼三种，其中白瓶儿葡萄为最。当地人根据酿醋原理酿出葡萄酒，李世民在太原经营时，特别钟爱清徐葡萄，并常以葡萄酒款待来宾。宋朝司马光亦称赞“斋酿葡萄熟，飞觞不厌频”。1921年，张治平建立新记益华酿酒公司，在清徐筹建葡萄酒厂。抗日战争爆发后，太原会战失利后，日军攻占清徐，公司被破坏。中华人民共和国成立后，该厂改名为清徐露酒厂，并收归国营。2013年，经清徐县马峪乡农科协会申请，中华人民共和国农业部批准，清徐葡萄登录第一批农产品地理标志产品。